# Bastard Assistant from Hell
Der Bastard Assistant from Hell oder kurz BAfH ist die Figur des bayerischen Universitätsassistenten Leisch aus den Geschichten von Florian Schiel.
Das BAfH ist dabei an den zeitlich vorher entstandenen BOfH, den Bastard Operator from Hell, angelehnt, der im Internet und im Usenet Kultstatus genießt. In den satirischen Geschichten beschreibt Schiel den Alltag eines ständig missgelaunten Assistenten, der weder Studenten noch irgendeine Form von Arbeit mag. In den Kurzgeschichten beschreibt Schiel deshalb immer wieder die Streiche und Gemeinheiten, die der BAfH seiner Umwelt angedeihen lässt. Auch der BAfH genießt mittlerweile einen gewissen Kultstatus.
Neben dem „Original BAfH“-Autor gibt es weitere, wie den BSfK (Bastard Student from Kiel, alias Hauke Goos-Habermann), die Geschichten veröffentlichen, die im BAfH-Universum spielen.

## Personen

### Hauptpersonen

#### Leisch
Mitarbeiter am LEERstuhl und zentrale Figur der Geschichten, die aus der Ich-Perspektive berichtet. Zynischer Widersacher aller DAU (= dümmsten anzunehmenden User). Leisch ist ein Anagramm des Autornamens „Schiel“. Leisch besitzt ein mit moderner Technik recht großzügig ausgestattetes Büro, das mit einer Brandschutztür gesichert ist. Lästige Besucher hält er fern, indem er an die Tür ein Schild hängt „Versuch läuft – nicht stören!“ (was er „Schutzschilde hochfahren“ nennt). Gelegentlich wagt es jedoch jemand, ihn trotzdem zu stören, was für denjenigen unangenehme Konsequenzen zur Folge hat, die von der zufälligen Löschung seines Uni-Accounts oder der abgespeicherten Diplomarbeit bis hin zu Angriffen mit Stromschlägen reichen. Lediglich sein Chef darf ihn stören, was Leisch jedoch eher widerwillig hinnimmt.
Offiziell für die Computerbetreuung zuständig, erledigt er diese Arbeit in bester Bastard-Manier. So werden Hilfeanrufe in der Regel auf völlig andere Nummern wie etwa die Maggi-Hotline oder in das Büro anderer Universitätsmitarbeiter weitergeleitet. Nimmt er jedoch mal einen Anruf an, so gibt er dem Hilfesuchenden meistens Tipps, die das Problem nur vergrößern oder neue Probleme schaffen. Dazu bedient er sich auch oft des BOfH-Ausredenkalenders, dessen Erklärungen den technisch meist unbedarften Hilfesuchenden zufriedenstellen, auch wenn dieser sie nicht versteht. 
Wenn er nicht gerade wieder einmal für Chaos an der Universität sorgt, verbringt er seine Arbeitszeit damit, Computerspiele zu spielen oder Filme zu schauen, wofür er in der Regel die neueste technische Ausstattung verwendet, für deren Anschaffung er für gewöhnlich den Forschungsetat des LEERstuhls verwendet, und zwar mit der Begründung, dass die Arbeit so effizienter sei. Jedoch muss Leisch gelegentlich auch Lehrveranstaltungen anbieten, die jedoch durch den zumeist mehr oder weniger unlösbar schweren Stoff von fast niemandem bestanden werden bzw. bei denen die Studenten schon nach 1–2 Sitzungen meistens nicht mehr erscheinen, weshalb die Lehrveranstaltung durch zu geringe Teilnehmerzahlen ausfallen muss. Auch mit anderen Schikanen hält Leisch Teilnehmer fern, so lässt er seine Lehrveranstaltungen in den Turmhörsaal verlegen, der im siebenten Stock liegt und nur über eine Treppe erreichbar ist, als etwa Senioren die Uni besuchen.
Die Uni-Leitung und selbst das Bildungsministerium würden Leisch gerne loswerden, jedoch sind unter ungeklärten Umständen die Unterlagen über seine Einstellung verschwunden, so dass nicht ausgeschlossen werden kann, dass er bereits länger als sechs Jahre am LEERstuhl arbeitet und somit als Beamter unkündbar ist. Zudem schafft er es immer wieder, sich durch Tricks Einschränkungen seiner Rechte für die Computerbetreuung zu entledigen, die auf verschiedene Art und Weise vorgenommen werden, jedoch nie Erfolg haben.

#### Frau Bezelmann
Boshaft zischende Sekretärin. Leisch war für ihre Anstellung verantwortlich, da sie ähnlich wie Leisch im Zweifelsfall weiß, wie man sich aus jeglicher Verantwortung herauswinden kann. Gelegentlich wird sie auch die „Bastard Secretary from Hell“ genannt. Sie kooperiert oftmals mit Leisch bei dessen Gemeinheiten, etwa, wenn neue Studenten von der Einschreibung ferngehalten werden sollen oder beim Abstempeln amtlicher Dokumente. Gelegentlich versuchen sie und Leisch, sich gegenseitig eins auszuwischen. Jedoch gibt es meistens eine Übereinkunft bei den Vorgängen am LEERstuhl, da beide von Leischs Aktivitäten profitieren.
Bekannt ist, dass sie leicht militante Kampfkurse besucht und in Deutschland nicht freigegebene Feuerwaffen besitzt.
Markant: blitzende Brillengläser und hämisch nach unten gezogene Mundwinkel. Weiterhin pflegt sie die Hauspost auf ihrem Postkaktus zu sammeln, sodass der Empfänger diese nur noch unter immensem Verletzungsrisiko entnehmen kann. Fairerweise stellt sie Jodtinktur und Pflaster bereit.

#### Der Rabe Nero
Frau Bezelmanns Rabe mit gelben Augen, der seine Federn fast vollständig verloren hat. Frau Bezelmann bestand bei ihrer Einstellung auf der Anwesenheit ihres Raben in ihrem Büro. Der Rabe wird als Alarmgeber benutzt, indem Frau Bezelmann ihm eine gelbe oder rote Karte in den Mund steckt und dann durch die Gänge zum BAfH schickt, was aber schon einmal länger dauern kann, weil sich der Rabe immer wieder verläuft. Nero hat eine starke Abneigung gegen Katzen.

#### Der Chef
Der Chef ist der Professor des LEERstuhls. Er hat allerdings in den meisten Sachen keine Ahnung und ist froh, wenn er die Arbeit Leisch überlassen kann, der diese Verantwortung natürlich gnadenlos ausnutzt. Seine Sprechweise zeichnet sich durch den vermehrten Gebrauch von Häsitationen wie „ähm“ oder „hrm“ aus, oftmals wirft Leisch ein helfendes „Dingens“ ein, was ihn vollends aus dem Konzept bringt. Er ist die einzige Person, welche ungestraft Leischs Büro betreten kann, auch wenn dieser die „Schutzschilde hochgefahren“ hat.

#### Der Kollege O.
Der Kollege O. ist, genau wie Leisch, ein Assistent am LEERstuhl. Auffällig ist, dass er eine starke Zuneigung zu lilafarbener Unterwäsche hat. Im Gegensatz zu seinen Kollegen betätigt er sich auch körperlich, indem er am Wochenende äußerst anstrengende Wanderausflüge unternimmt, von denen er dann in den Pausen allen etwas vorschwärmt, was jedoch in der Regel mit Unverständnis – besonders von Seiten Leischs – quittiert wird.

#### Der Kollege Rinzling
Der Kollege Rinzling ist ein weiterer Assistent, der zugleich ein chronischer Hypochonder ist, sowie alles und jeden in seiner Umgebung als Gefahr für sein Leben ansieht. Er verschanzt sich daher in seinem sterilen Büro und verlässt dieses fast immer mit einem Schutzanzug, mindestens aber mit einer Atemmaske.

#### Marianne
Marianne arbeitet in derselben Abteilung wie Leisch. Sie spielt Posaune und führt daher meistens ihren Posaunenkasten aus Titan mit, den sie auch als Waffe gebraucht (unter anderem auch zum Demolieren von Autos, die ihrer Ansicht nach ungerechtfertigterweise auf den Frauenparkplätzen im Parkhaus der Uni stehen) und mit dem sie Leisch bedroht, etwa, um ihn zu zwingen, Schikanen gegen sie im Computersystem rückgängig zu machen. Sie ist in der Uni bekannt als die „Power-Lesbe“ und versucht, Emanzipation in allen Bereichen durchzusetzen, so besteht sie zum Beispiel darauf, dass kein Roboter, sondern eine Roboterin gebaut wird.

#### Yogi Flop (eigentlich Gustav Vorderbauer)
Ein Physikstudent, der sich allerdings eher mit Metaphysik beschäftigt, so stellt er verwirrende Theorien über den Zusammenhang telepathischer Wellen und der Tatsache auf, dass alle Studentinnen am Handy auflegen, bevor er ein Wort gesagt hat. Niemand hat ihm bis jetzt gesagt, dass Handys Nummernanzeigen besitzen.

#### Die BfAfH
Die Bastard female Assistant from Heck wurde zusätzlich an den LEERstuhl beordert, um das Potential an Chaos besser auszunutzen. Leisch und sie teilten das Universitätsgebiet unter sich auf, sodass sie sich nicht in die Quere kommen. Sie hatte auch eine Affäre mit Leisch.

#### Der BBfH
Sethimus Typhon, auch bekannt als Bastard Bureaucrat from Hell, stiftet sein Unwesen in der RKfH (Reisekostenstelle from Heaven), wo er Abrechnungen fälscht. Leisch und er liefern sich ab und zu Duelle.

#### Der Hausmeister
Der Hausmeister, ebenfalls ein Bastard, verbreitet Chaos in der Haustechnik. Er arbeitet oft mit Leisch zusammen, beispielsweise um Klausuren unlesbar zu machen oder Studenten vom LEERstuhl fernzuhalten, was mit einem Kasten Bier honoriert wird. Ihm unterstehen diverse untergeordnete Hausmeister, die ihm dabei zur Hand gehen.

#### Der Oberste der Klingonen
Der Oberste der Klingonen ist der Chef der Haustechnik. Er hat eine Art Friedensabkommen mit Leisch, was bereits mehrmals zu enden drohte. Verschiedene Druckmittel, die Leisch gegen ihn einsetzt, sind etwa die Androhung des Ausfüllens von einem Stapel von Formularen für eine große Anzahl von Reparaturaufträgen oder Eingriffe in die Haustechnik durch den Computer. Auch dass schon mal ein Mitarbeiter durch einen Arbeitsunfall zufälligerweise ums Leben kam, ist für ihn ein weiterer Grund, Leisch lieber gewähren zu lassen, etwa wenn dieser in der Werkstatt Computergeräte repariert oder sich diverser Hilfsmittel bedient.

## Running Gags und Begrifflichkeiten

### Das Ding aus einer anderen Welt
Frau Bezelmanns Kopierer, auch genannt „Das Ding aus einer anderen Welt“, taucht oft in den Geschichten auf. Es reagiert auf alle möglichen Aktionen mit dem massenhaften Ausstoß von Papier und manchmal auch Toner. Anscheinend verhält sich die Ausfallwahrscheinlichkeit direkt proportional zur Dringlichkeit des Kopierauftrags.

### Das SCHWAFEL-Projekt
Die Abkürzung SCHWAFEL steht für Self Constructing Hyper Wavelet Algorithms For Extrapolating Linguistics. Es handelt sich hierbei um ein Projekt der Europäischen Union und der Bundesregierung mit ausschließlich deutschen Projektpartnern, u. a. aus Hamburg und aus München. Im Rahmen des Projektes finden vereinzelt Arbeitstreffen statt, so besuchte Herr Dr. phil. Vogel das Münchener Institut im Rahmen eines solchen. Es hat keinen besonderen Sinn und bringt auch keine Ergebnisse hervor, verschlingt allerdings große Mengen an Geld. Den Etat für dieses Projekt missbraucht Leisch oft für seine eigenen Zwecke, so verwendete er den Posten „Qualitätskontrolle“, unter der Annahme, dass ohnehin keine Resultate erbracht würden, deren Qualität man kontrollieren könne, für die Anschaffung einer Zutrittskontrolle des Flures, an dem sein Büro liegt.

## Webseiten

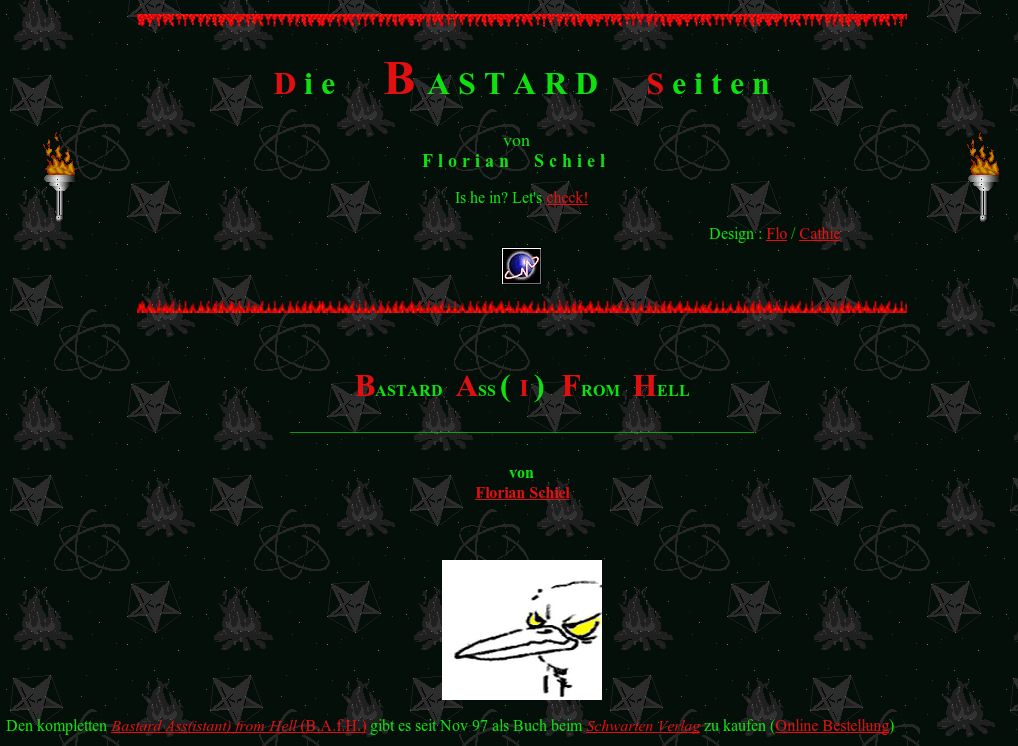
BAfH-Startseite um 1996

Die alte Webseite des BAfH existiert seit 1996. Sie wechselte mehrfach die Adresse, an dem charakteristischen Design der 90er Jahre änderte sich dabei nichts.
Auffällig ist die bis heute (2011) anhaltende enorme Zahl von Fanseiten. Sie bieten verschiedene abgetippte Versionen der gleichen BAfH-Geschichten an.

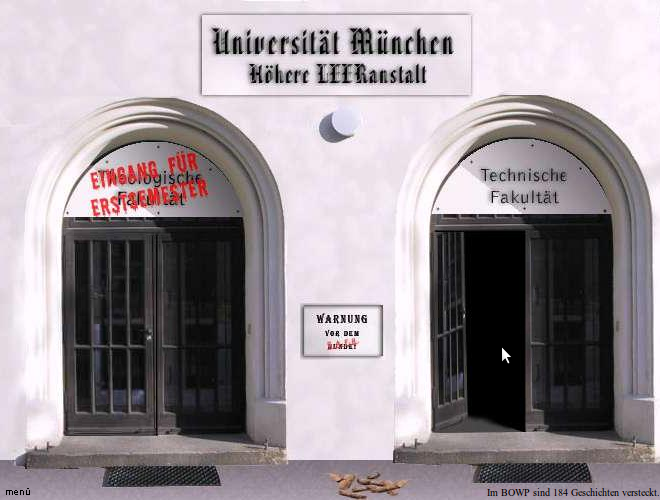
BOWP-Startseite seit 2005

Seit 2005 ist das von netAction entwickelte Spiel Bastard Open Web Project die zentrale Webseite des BAfH. Innerhalb der Spielwelt sind die meisten alten Geschichten des BAfH versteckt sowie Hinweise auf Bücher und Fanartikel wie den Ausredenkalender.

## Der Autor
Florian Schiel studierte an der Technischen Universität München Elektrotechnik und Informationstechnik im Bereich Kybernetik und beendete sein Studium 1990 mit dem Dipl.-Ing. Im Jahre 1993 erlangte er den Grad eines Dr.-Ing. mit einer Arbeit über automatische Sprecheradaption in der ASR. Ab 1993 war er am Institut für Phonetik und Sprachliche Kommunikation, Universität München als wissenschaftlicher Mitarbeiter beschäftigt. Dort entstanden ein Großteil seiner Kurzgeschichten, die herzhaft den Büroalltag im Allgemeinen und an der Uni im Besonderen karikierten und mit Seitenhieben auf aktuelle Themen vermischt waren.
Von Mai bis Nov 1994, sowie vom März bis September 1997 war Schiel als Gastwissenschaftler am International Computer Science Institute (ICSI) in Berkeley, California tätig. Dort entstanden die Kurzgeschichten, die später zum Buch Bastard Goes Overseas. (ISBN 3-929303-11-6) zusammengefasst wurden.

## Ausredenkalender

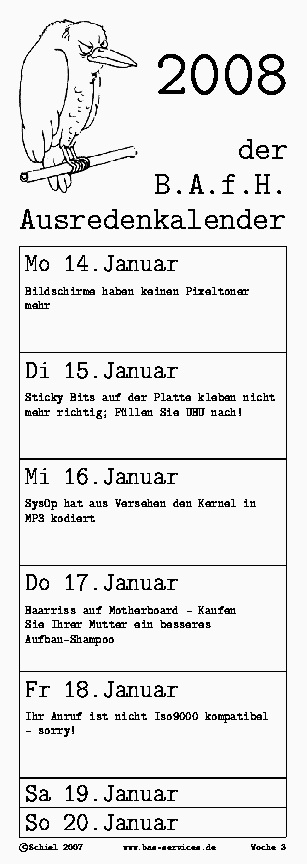
Gedruckter Ausredenkalender

Dem BAfH fällt zu jeder Anfrage eine Ausrede ein, wegen der er leider nichts tun kann.
Dies griffen Fans auf und erstellten Sammlungen mit Ausreden für Admins. Von grob geschätzt 2001 bis 2004 lief auf einem Server der Universität Bremen ein Dienst, der täglich eine andere Ausrede auslieferte. Wer auf seinem Webserver ein bereitgestelltes Perl-Script installierte, holte damit die aktuelle Ausrede vom uni-bremen Server und zeigte sie auf seiner Webseite an.
Darauf folgte von 2005 bis 2008 ein Mailverteiler mit zuletzt 430 Abonnenten auf netaction, der täglich eine offizielle Ausrede von Florian Schiel verschickte. Zusätzlich gab es die Ausrede als HTML, Text, JavaScript und Bild, so dass sie die Fans in ihre Webseite oder ihre Forensignatur einbinden konnten. Gleichzeitig vertrieb der Autor einen gedruckten Kalender. Er zeigt, wie die meisten Bücher und Webseiten des BAfH, den Raben Nero.
2009 und 2010 gab es keinen Ausredenkalender. Seit 2011 werden die Ausreden auf Identi.ca, in einem eigenen Nutzerkonto angeboten. Neben dem follow genannten Abonnieren bietet der Dienst einen Export in RSS für Feedreader, Blogrolls und Mailprogramme. Zur Einbindung der Ausreden in die eigene Webseite existierte eine JsonP-Schnittstelle, welche jedoch durch technische Umstellungen seitens identi.ca nicht mehr verfügbar ist.

## Historie
Der Autor Florian Schiel begann in den 1990er Jahren zuerst mit der Übersetzung der Geschichten des Bastard Operator from Hell, bevor er seine eigenen Kurzgeschichten entwickelte und über eine Mailingliste verteilte. Nachdem er bereits in einer Anthologie eine Kurzgeschichte veröffentlicht hatte, versandte er seine Geschichten an diverse Verlage. In der Fachwelt wurde der BAfH zum Paradebeispiel für die Veränderung des Buchmarktes durch das Internet. Der unbekannte Autor konnte im Juli 1999 Günter Grass und andere von den Spitzenplätzen bei amazon.de verdrängen.

### Erste Sonderausgabe
Eine erste nummerierte Geschenkausgabe mit persönlicher Widmung zu Weihnachten konnte über eine Webseite geordert werden. Ab Februar 1997 erschien dann eine illustrierte Paperback-Auflage (ISBN 3-929303-09-4) in mehreren Auflagen. Später erwarb der  Goldmann Verlag die Taschenbuchlizenz.

### Zweiter Band mit Amerika-Satire
Die USA-Satire Buch Bastard Goes Overseas. (ISBN 3-929303-12-4) erschien 1998 zur Buchmesse.

### Dritter Band mit neuem Namen
1999 erschien der dritte Band Carpe Diem Academicum. (ISBN 3-929303-18-3). Dieser Name (ein Titel einer der Geschichten) wurde vom Verlag gewählt, da die konservativeren Buchhändler auf die Worte „Bastard“ und „Hell“ kritisch reagiert hatten. Die Geschichten spielen nach der Rückkehr des Assistenten aus Amerika. 2003 gab der Goldmann Verlag den dritten Band unter dem Titel Das Neueste vom Bastard Assistant als Taschenbuch heraus (ISBN 3-442-45625-8).

### Vierter Band
Eine weitere Veröffentlichung fand unter dem Titel The Bastard Ass(i) plots on statt. Dieser Band enthält 48 Storys, welche in den Jahren 2001 bis 2003 erschienen sind und konnte nur direkt von Florian Schiel bezogen werden.

### Fünfter Band
Der bisher letzte Band trägt den Titel The Ultimate Bastard Ass(i) from Hell und enthält 43 Storys von 2003 bis 2005, dieser Band kann ebenfalls direkt von Florian Schiel bezogen werden.

### Band 1–4 als Sammelband
Eine dicke Schwarte mit den Bänden 1–4 erschien bei Lehmanns Media (ISBN 978-3-86541-466-3).

## Weitere Bücher von Schiel
Florian Schiel hat auch unter dem Pseudonym Leisch einen Kriminalroman geschrieben (Wenn Stimmen töten. Schwarten Verlag, ISBN 3-929303-14-0), der ebenfalls im wissenschaftlichen Umfeld des Autors spielt. Eine kommentierte Sammlung von BAfH-Geschichten ist 2003 als Taschenbuch unter dem Titel Survival Guide for the German University erschienen (Florian Schiel Verlag München).